# Gymnetis hebraica
Gymnetis hebraica är en skalbaggsart som beskrevs av Pierre-Auguste-Joseph Drapiez 1820. Gymnetis hebraica ingår i släktet Gymnetis och familjen Cetoniidae. Utöver nominatformen finns också underarten G. h. difficilis.